# Acer inoxidable austenític
Els acers inoxidables que tenen una estructura metalogràfica en estat recuit, formada bàsicament per austenita.
Hi ha dos subgrups d'acer inoxidable austenític. Els acers inoxidables de la sèrie 300 aconsegueixen la seva estructura austenítica principalment per una addició de níquel, mentre que els acers inoxidables de la sèrie 200 substitueixen el níquel per manganès i el nitrogen, tot i que encara hi ha un petit contingut de níquel. No són magnètics en estat recuit i, per tant, no són atrets per un imant.
Els acers inoxidables austenítics es poden endurir per deformació, passant la seua estructura metalogràfica a contenir martensita. Es converteixen així en parcialment magnètics, el que en alguns casos dificulta el treball en els artefactes elèctrics.
A tots els acers inoxidables se'ls pot afegir un menut percentatge de molibdè per a millorar la seua resistència a la corrosió per clorurs. El molibdè és introduït com a element d'aliatge en els acers inoxidables precisament per a disminuir la corrosió. La presència de molibdè permet la formació d'una capa passiva més resistent.
Aquest tipus d'acer inoxidables són els més utilitzats per la seua àmplia varietat de propietats que tenen.

## Propietats
Les propietats bàsiques són:
- Excel·lent resistència a la corrosió
- Excel·lent factor d'higiene -neteja
- Fàcils de transformar
- Excel·lent soldabilitat
- No s'endureixen per tractament tèrmic
- Es poden utilitzar tant a temperatures criogèniques com a elevades temperatures.

## Aplicacions
Tenen gran aplicació en les indústries químiques, farmacèutiques, d'alcohol, aeronàutica, naval, ús en arquitectura, alimentosa, i de transport. És també utilitzat en coberts, vaixelles, piletes, revestiments d'ascensors i en un sense nombre d'aplicacions.
Els acers inoxidables que duen molibdè són de gran utilització en les indústries químiques, d'alcohol, petroquímiques, de paper i cel·lulosa, en la indústria petroliera, indústries tèxtil i farmacèutica.
Les zones tèrmicament afectades per operacions de soldat són particularment sensibles a la corrosió, ja que durant el cicle tèrmic de soldat part del material és mantingut en la franja crítica de temperatures.
La consideració d'aquest fenomen va dur al desenvolupament dels inoxidables austenítics extra sota carboni, en els quals el tenor de carboni és controlat en un màxim de 0,03%, quedant així extremadament reduïda la possibilitat de sensibilització.
La utilització d'estabilitzadors té també la finalitat d'evitar el problema de la sensibilització. El titani, addicionat com a element d'aliatge, inhibeix la formació de carbur de crom a causa del fet de tenir una afinitat major pel carboni que aquella que té el crom. Així, es precipita carbur de titani i el crom roman en solució sòlida. Amb la mateixa finalitat pot ser utilitzat el niobi.
Tant el titani com el niobi són estabilitzadors del carboni i els acers inoxidables així obtinguts, són coneguts com a acers inoxidables estabilitzats. S'utilitzen per a aplicacions en equips que operen entre 400 i 900 °C, els acers inoxidables estabilitzats són els més recomanats, ja que conserven millors propietats mecàniques en aqueixes temperatures que els acers d'extra sota carboni; notòriament la resistència al creep.
En l'inoxidable (20*Cr-25Ni-4,5*Mo-1,5Cu), l'addició d'elements d'aliatge cerca millorar no només la resistència al picat sinó també la resistència a la corrosió en mitjans àcids reductors. L'elevat tenor de níquel millora també el comportament enfront de la corrosió sota tensió.
En els casos que es pretén una bona resistència mecànica i no existeix gran preocupació per la corrosió intergranular, els acers inoxidables, amb tenors de carboni en el rang de 0,04/0,10%, són recomanats. La precipitació d'una fina xarxa de carburs de crom, tan perjudicial des del punt de vista de la corrosió, es torna benèfica quan el que interessa són les propietats mecàniques.
Augments considerables en els tenors de crom i níquel permeten elevar la temperatura de formació de pellofa (escatat) dels acers inoxidables austenítics. L'inoxidable és recomanat per a treball a l'aire lliure, a temperatures inferiors a 925 °C en serveis continus. En les mateixes condicions, l'inoxidable, amb crom 24/26% i níquel 19/22%, resisteix temperatures de fins a 1150 °C. És un material classificat com acer inoxidable refractari.
Grans augments de níquel, duen als aliatges Ni-Cr-Fe, on l'element amb major presència en el material ja no és el ferro sinó el níquel, Aquests materials no són coneguts com a acers inoxidables sinó com aliatges a força de níquel i presenten excel·lent resistència a la corrosió en diversos mitjans a altes temperatures. L'elevat tenor de níquel dona també garantia d'una bona resistència a la corrosió sota tensió.
Amb un augment del tenor de sofre amb la finalitat de millorar la maquinabilitat. La ductilitat i la resistència a la corrosió queden compromeses per aquest augment en la quantitat de sofre.